# Фагоцитоза
Фагоцитоза (дословно значење ћелија једе) је врста ендоцитозе, при чему ћелија активним транспортом уноси молекуле веће масе кроз мембрану у унутрашњост ћелије, након чега се фагоцитована честица разлаже под утицајем ћелијских ензима. Готово су ћелије свих организама почев од амебе до човека способне за фагоцитозу. Код човека је фагоцитоза најизраженија код неких ћелија одбрамбеног система као што су: макрофаги, моноцити и гранулоцити (неутрофили, еозинофили, базофили). 

## Механизам фагоцитозе
Фагоцитоза започиње када се протеини и полисахариди који се налазе на површини бактерија или су слободни, вежу за одговарајуће рецепторе фагоцита. Овај процес може бити олакшан супстанцама које врше опсонизацију. Такве супстанце су антитела и компоненте система комплемената (Ц3б). Оне облажу бактерије и друге антигене и везују се за рецепторе на фагоцитима, што олакшава фагоцитозу.
Испод рецептора за које се везују фагоцитоване честице налазе се у извесним удубљењима ћелијске мембране контрактилни протеини: клатрин, актин и миозин. Контракцијом ових влакана долази до инвагинације ћелијске мембране, и увлачења фагоцитоване супстанце. Супротни крајеви удубљења се спајају и супстанца се налази у везикули у цитоплазми ћелије. На тај начин настаје фагозом. Овај процес захтева енергију из АТП-а. Фагозоми се затим спајају са лизозомима, који садрже разне ензиме и бактерицидне супстанце, под чијим утицајем се фагоцитована супстанца разлаже. 
Несварене материје, као и продукте ћелијског метаболизма ћелија одстрањује путем егзоцитозе.

## Погледати
- Пиноцитоза
- Ендоцитоза
- Мембрански транспорт
- Макрофаг
- Моноцити
- Неутрофили